# 二点刻齿雀鲷
二点刻齿雀鲷（学名：Chrysiptera biocellatus）為輻鰭魚綱雀鲷科刻齿雀鲷属的鱼类，又稱黃斑豆娘魚、雙斑金翅雀鯛 ，分布於印度太平洋區，從東非到馬紹爾群島、吉爾伯特群島、美屬薩摩亞,北至琉球群島,南至澳洲海域，深度0-5公尺，本魚體呈橢圓形且側扁，背鰭基底具藍色或帶紫色的斑點。體色褐色，幼魚時體中間有一白色橫紋，在大的成魚中的縮小成一個小的白色鞍狀斑，背鰭硬棘13枚、背鰭軟條12-14枚、臀鰭硬棘2枚、臀鰭軟條13-14枚，體長可達12.5公分，多见于礁池、通常于较浅的窄缝或水深0以及5-5米处的砂石围绕的海域，以絲狀藻類為食，可作為食用魚及觀賞魚。该物种的模式产地在关岛。